# میکولا ژوتیوک
میکولا ژوتیوک (اوکراینی: Микола Володимирович Жовтюк؛ زادهٔ ۲۱ مهٔ ۱۹۹۲) بازیکن فوتبال اهل اوکراین است.
از باشگاه‌هایی که در آن بازی کرده‌است می‌توان به باشگاه فوتبال کارپاتی لویو اشاره کرد.
وی همچنین در تیم‌های ملی فوتبال Ukraine national under-17 football team و زیر ۲۰ سال اوکراین بازی کرده‌است.